# Remlingen (Baja Sajonia)
Remlingen es un pueblo ubicado en el distrito de Wolfenbüttel, en el Bundesland alemán de Baja Sajonia.

## Región
- poquito Biewende
- grande Biewende

## Escudos

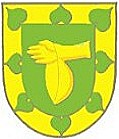
Escudos de poquito Biewende
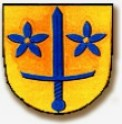
Escudos de lo grande Biewende